# Thermorthemis comorensis
Thermorthemis comorensis – gatunek ważki z rodziny ważkowatych (Libellulidae).